# Geeno Smith
Geeno Smith (* 6. Mai 1979 in Nürnberg; eigentlich Gunther Göbbel), auch bekannt als Geeno Fabulous, ist ein deutscher DJ, Sänger und Musikproduzent.

## Biografie
Günther Göbbel wuchs nach der Scheidung seiner Eltern bei seinem Vater auf und schloss eine kaufmännische Ausbildung in einem Musikgeschäft ab. Er machte eine mehrjährige Tanzausbildung und trat professionell als Hintergrundtänzer auf. 2003 nahm er an der zweiten Staffel von Deutschland sucht den Superstar teil und schaffte es bis in die achte Mottoshow, bevor er von den fünf verbliebenen Teilnehmern am wenigsten Zuschauerstimmen bekam und ausschied.
Zusammen mit Sedat Türüc (ehemaliges Bandmitglied von Become One) bildete Göbbel anschließend das Duo Meant 2 Be, welches im September 2004 die Single Caramba veröffentlichte.
Danach tat er sich unter dem Namen Geeno mit dem Rapper Jay Low zusammen und bildete mit ihm ab 2004 das Duo Lemon Ice. Mit ihrer Version des Klassikers Stand by Me von Ben E. King hatten sie 2006 einen Hit, der die deutschen Top 10 nur knapp verfehlte. Nach ein paar weiteren Hits trennten sie sich 2009 wieder.
In den 2010ern wandte er sich vom Singen ab und wurde zum DJ und Musikproduzenten mit seinem eigenen Label Utopic Music. In seiner Heimatstadt Nürnberg wurde er als Geeno Fabulous Resident-DJ in der Diskothek Goija, bis diese 2015 schloss und er in die Indabahn wechselte.
Zum Jahresende wurde er für die Silvestershow Willkommen 2016 des ZDF engagiert. Als Geeno Smith spielte er dort zum ersten Mal seine neue Version von Stand by Me, die er zusammen mit dem brasilianischen Sänger Jay del Alma von Pachanga mit teilweise ins Spanische übersetztem Text aufgenommen hatte. Nach offizieller Veröffentlichung am 8. Januar 2016 stieg sein Tropical-House-Mix auf Platz eins der iTunes-Downloadcharts. In den offiziellen Charts kam Stand by Me nach einer Woche unter die Top 20.

## Diskografie
Für die Diskografie von Lemon Ice, siehe: Lemon Ice/Diskografie.

### Alben
- My Voice (2014)

### Lieder
als Geeno Fabulous
- I’m Famous (featuring Young Sixx) (2009)
- I’m so Horny (featuring Young Sixx) (2010)
- That Girl (featuring Young Sixx) (2010)
- Rhythm Is All That I Need (featuring Raheema) (2011)
- Dragons Song (featuring Young Sixx) (2011)
- F**k It (2013)
- Feels so Right – DJ N’Farmer feat. Geeno Fabulous (2015)

als Geeno Smith
- Stand by Me (2016)

Gastbeiträge
- This Time – Crew 7 featuring Geeno Fabulous (2010)
- Billy Jean – Crew 7 featuring Geeno Fabulous (2011)
- Go to Rio – Crew 7 featuring Geeno Fabulous (2013)
- Wild – Crew 7 featuring Geeno Fabulous (2013)
- Ghostbusters- Crew 7 feat. Geeno Smith (2016)